# Esztergomi deszanthadművelet
Az esztergomi deszanthadművelet (más elnevezései: deszant Tátnál, esztergomi-táti deszant), a szovjet Vörös Hadsereg taktikai deszanthadművelete a Nagy Honvédő Háború során, a Bécs elleni támadó hadművelet keretében, 1945. március 19–23. között. A deszantegységeket a dunai katonai flottilla tette partra.

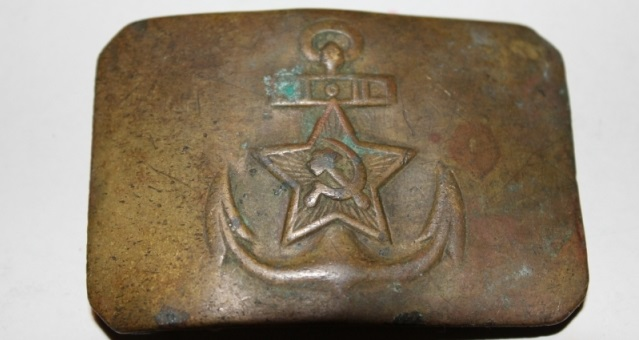
A szovjet Fekete-tengeri flotta matrózának övcsatja

## A művelet tervezése és előkészítése
A bécsi támadó hadművelet kezdetén a szovjet Dunai Katonai Flottilla (parancsnoka G. N. Holosztyakov ellentengernagy) a 2. Ukrán front parancsnoka, a Szovjetunió marsallja R. J. Malinovszkij műveleti parancsnoksága alatt állt. A marsall a flottilla számára feladatul tűzte ki egy deszant partra szállítását a magyarországi Esztergomtól északra azzal a céllal, hogy zárja el a Duna déli partján futó utakat és tartsa meg őket 46. hadsereg megérkezéséig, elzárva az ellenség nyugatra vezető menekülési útjait, ezáltal segítve a hadsereg egységeit a védelem áttörésében és az ellenséges csoportosulások megsemmisítésében Esztergom körzetében. A feladat végrehajtását 10-12 órányira tervezték. Ellenséges oldalról a német-magyar "Dél" hadseregcsoportba (parancsnoka Otto Wöhler gyalogsági tábornok) tartozó 3. magyar hadsereg (parancsnoka Heszlényi József vezérezredes) volt ott védelemben.
A partraszálláshoz a hajóknak a Dunán kellett haladniuk, az áthaladás útvonalának 15 kilométeres szakaszán mindkét partot az ellenség tartotta megszállva. Ugyanakkor az ellenség hajó elhárító gátat készített Esztergomban a felrobbantott és vízbe omlasztott hídból, ezt az akadályt aláaknázták és tüzérségi ütegekkel fedezték.
A deszant állományába a 144. önálló tengerészgyalogos zászlóaljat osztották be (parancsnoka V. P. Bisztrov őrnagy, ő volt a deszant parancsnoka is) a 83. tengerészgyalogos dandár állományából, megerősítve egy géppisztolyos büntető századdal (parancsnoka P. I. Kirszanov hadnagy), egy páncéltörő puskás századdal, egy utász szakasszal és egy csoporttal a szanitéc század állományából. A deszant létszáma 536 fő volt, az állományhoz tartozott két páncéltörő ágyú, három zászlóalj aknavető, 21 páncéltörő puska, 26 géppuska. A deszant partraszállító egysége 10 páncélos naszádból állt, emellett bekapcsolódtak tüzérségi támogatást nyújtó hajók is (2 páncél naszád és egy aknarakó hajó), biztosító egység (1 páncélos naszád és 2 folyami aknaszedő hajó), tartalék egység (3 kisebb hajó).
A deszant tüzérségi támogatása céljára tüzér üteget (4 ágyú), önjáró löveg üteget (6 önjáró löveg), valamint több aknavető üteget (31 nagy kaliberű aknavető) biztosítottak.

## A művelet lezajlása
1945. március 19-én 22 órakor a páncélos naszádok a deszanttal megkezdték előrehaladásukat a kiszállási helyre. A Garam folyó torkolatát elérve erős tüzérségi tűznek voltak kitéve. A flottilla partvédő tüzérségének és a hadsereg tüzérségnek részvételével elfojtották az ellenséges tüzet. A továbbiakban, ahogy a hajók felfelé haladtak a folyón, mozgó tűzfüggöny kísérte őket. Az erős tüzérségi támogatás, a hajóparancsnokok merész és határozott fellépése lehetővé tette, hogy minden páncélos naszád áttörjön a megerősített vonalon és áthaladjon az esztergomi híd alatt. Amikor a híd alatt sötétben, erős áramlás mellett áthaladtak, az egyik naszád a víz alatt lévő hídszerkezetnek ütközött és elsüllyedt, a legénységnek és deszantosoknak sikerült veszteség nélkül azt elhagynia.
A partraszállást március 20-án 2 óra 15 perckor hajtották végre. A partraszállás körzetében egy kisebb egység volt, mely nem fejlett ki jelentős ellenállást. A part menti utakat lezárták és 3 kilométer mélységű hídfőt hoztak létre.
Reggel 7 órától az ellenség heves támadásokat indított, megpróbálva a deszantot a folyóba nyomni. A tüzérség tűztámogatásával számos tank- és gyalogsági támadást vertek vissza. A deszantosoknak néhány óra helyett három napon át kellett heves csatát vívniuk. Az első napon 8 támadást vertek vissza, ezalatt a deszantosok elvesztették a teljes tüzérségüket és aknavetőiket.
A deszant megerősítése céljából március 21-ére virradó éjjel újabb deszant hajó alakulatot küldtek feléjük (9 páncélos naszád, 2 folyami aknaszedő hajó) az erősítéssel. A műveletüket még 4 páncélos naszád és 4 aknarakó hajó támogatta. A naszádok fedélzetén 330 deszant katona volt, 2 tüzérségi ágyú, 5 géppuska, 12 tonna lőszer. Ez a partraszállás azonban sikertelen volt: a németek számítottak a deszant éjszakai erősítésére és tűz alatt tartották a Dunát. Az áttörési próbálkozás során 1 páncélos naszádot a tüzérségi tűz elsüllyesztett, 2 megsérült, 1 aknaszedő hajó aknára futott és elsüllyedt. A hajók fedélzetén 19 tengerész és deszantos életét vesztette, 17 megsebesült. Csak 2 naszád tört át a hídfőig, 60 katonát és 1 ágyút partra téve.
Március 21-én reggelre az ellenség tankokat és önjáró lövegeket sorakoztatott fel, folytatva a támadásokat.
A szovjet csapatok a tervezettnél lassabban haladtak előre a Duna partján. Csak március 21-én, nagy nehézségek árán foglalták el Esztergomot, amelyet a terv szerint a művelet első napján kellett volna elfoglalniuk, de az ellenség még annak elvesztése után is makacsul védekezett. Ilyen körülmények között március 21-én éjszaka a flottilla parancsnoka engedélyezte a deszant parancsnokának a kitörést a támadó csapatok felé. A nagyszámú sebesültre való tekintettel a deszant parancsnoka elutasította a kitörést, a már kiépített állások megtartása mellett döntött. A hajóval történő utánpótlás szállításra tett kísérletek nem jártak sikerrel, mivel a deszantegység áttörése után az ellenség folyamatos megfigyelés alatt tartotta a Dunát. A hídfőig csak egyetlen hajó volt képes áttörni, mely jelentéktelen mennyiségű lőszert szállított le és kimentett néhány tucatnyi sebesültet, mialatt az ellenség két hajót elsüllyesztett és még néhányat súlyosan megrongált. Március 22-e folyamán a harcosok ismét visszaverték az ellenség támadásait, tömeges hősiességet és önfeláldozást mutatva. Március 23-án reggel a part mentén támadó csapatok felderítő előőrsei egyesültek a deszanttal, majd nemsokára a többi egység közeledése miatt az ellenség felfüggesztette a deszant elleni támadásokat és gyors visszavonulásba kezdett a kerülőutak mentén, a felszerelést és a hadianyagot hátrahagyva. Néhány órával később a Duna partja mentén előrenyomuló 83. önálló tengerészgyalogos dandár elérte a deszant pozícióját.

## A művelet összefoglalása és eredményei
A deszant hosszú ideig ki tudott tartani a flottilla partvédő ütege aktív támogatásának köszönhetően. A harc ideje alatt a deszant parancsnokának kérésére 281 alkalommal nyitott tüzet, ezáltal kiégetve és megsemmisítve 9 tankot, 4 önjáró löveget, 20 géppuskát, 7 ágyút, 48 gépjárművet. A harc során körülbelül 900 főt pusztítottak el, visszavertek 39 harckocsi- és gyalogsági támadást, kilőttek mintegy 30 tankot és 6 önjáró löveget
A deszantosok vesztesége nagyon magas volt és 502 főt tett ki az 536-ból (195 halott, 307 sebesült). Elsüllyedt két páncélos naszád (a BK-7-es az Esztergomi hídnál való átkelésnél veszett oda, a BK-131-est az ellenséges tüzérség útban a hídfő felé elsüllyesztette) és a KT-220-as aknaszedő hajó (az ellenséges tüzérség tüzétől). A harcban mutatott bátorságáért és hősiességéért három tengerészgyalogost nyerte el a Szovjetunió Hőse címet. Egyikük, Mihail Vlagyimirovics Asik számos könyvet írt erről a deszantról.
A Tát körzetében végrehajtott deszant művelet egyike lett a Dunai katonai flottilla legnehezebb és legmerészebb műveleteinek. A hajók nagy mélységben törtek át olyan körülmények között, amikor a folyó mindkét partját az ellenség tartotta megszállva. Az esztergomi csoportosulás elszigetelése kedvezően hatott a művelet további kimenetelére: a csoportosulás jelentős részének nem sikerült csatlakoznia a "Dél" hadseregcsoport erőihez és fogságba esett vagy megsemmisült. A bécsi támadó hadművelet üteme felgyorsult.
A szovjet parancsnokság hibájaként fontos megemlíteni azt, hogy a deszant létszáma nem volt elegendő a jelentős ellenséges csoportosulás visszavonulásának megakadályozására, valamint a tűzerő elégtelenségét. Ez utóbbi okból a deszantosok a tankok jelentős részét kénytelenek voltak gránátokkal megsemmisíteni, jelentős veszteségeket szenvedve ezáltal, magát a deszantot pedig a teljes megsemmisülés fenyegette.

## Akik sosem tértek haza
- A táti temetőben nyugvó szovjet katonák[halott link]
- G. A. Murzinov főhadnagy, az elsüllyesztett BK-131-es páncélos naszád parancsnokának jelképes sírja Visegrádon (a síron tévesen Murzanov szerepel)[halott link]
- Petrov Vlagyimir Vasziljevics őrmester, Kramarov N. F. hajósinas és Baranovszkij jelképes sírja a Visegrádi temetőben[halott link]